# Karl Heinrich Graf
Karl Heinrich Graf, född den 28 februari 1815 i Mülhausen, död den 16 juli 1869, var en fransk-tysk bibelkritiker och orientalist. 
Graf avlade 1842 teologie licentiatgrad vid Strassburgs universitet, blev filosofie doktor i Leipzig 1846 och var 1847-68 lärare i franska och hebreiska vid "Landesschule" i Meissen. Av de orientaliska språken behärskade han jämte hebreiska huvudsakligen persiska.
Graf var en av de huvudsakliga grundarna av bibelkritiken rörande Gamla testamentet. I sitt främsta verk, Die geschichtlichen Bücher des Alten Testaments (1866) försökte han visa att prästlagstiftningen i Andra Moseboken, Tredje Moseboken och fjärde Moseboken är av senare ursprung än Femte Moseboken. Han anslöt sig dock fortfarande till den etablerade synen att de elohistiska berättelserna utgjorde en del av grundskriften och därför tillhörde de äldsta delarna av Pentateuken.
Argumenten för att prästlagstiftningen och de elohistiska berättelserna var åtskilda av en tidsrymd på 500 år var så starka att de fick Graf att i en essä, Die sogenannte Grundschrift des Pentateuchs, utgiven kort före hans död, se hela grundskriften som tillkommen efter exilen och som den sista delen av Pentateuken. Idén hade redan uttryckts av Édouard Guillaume Eugène Reuss, men eftersom Graf var den förste som framförde den i Tyskland har teorin, som den utvecklades av Julius Wellhausen, kallats  Graf-Wellhausen-hypotesen. 
Graf skrev också Der Segen Moses Deut. 33 (1857) och Der Prophet Jeremia erklärt (1862).